# Ferdinand von Arnim
Ferdinand von Arnim (ur. 15 września 1814 w Trzebiatowie, zm. 23 marca 1866 w Poczdamie) – niemiecki architekt doby klasycyzmu, uczeń Karla Friedricha Schinkla i Ludwiga Persiusa, działający głównie na terenie Poczdamu i Berlina.

## Życie

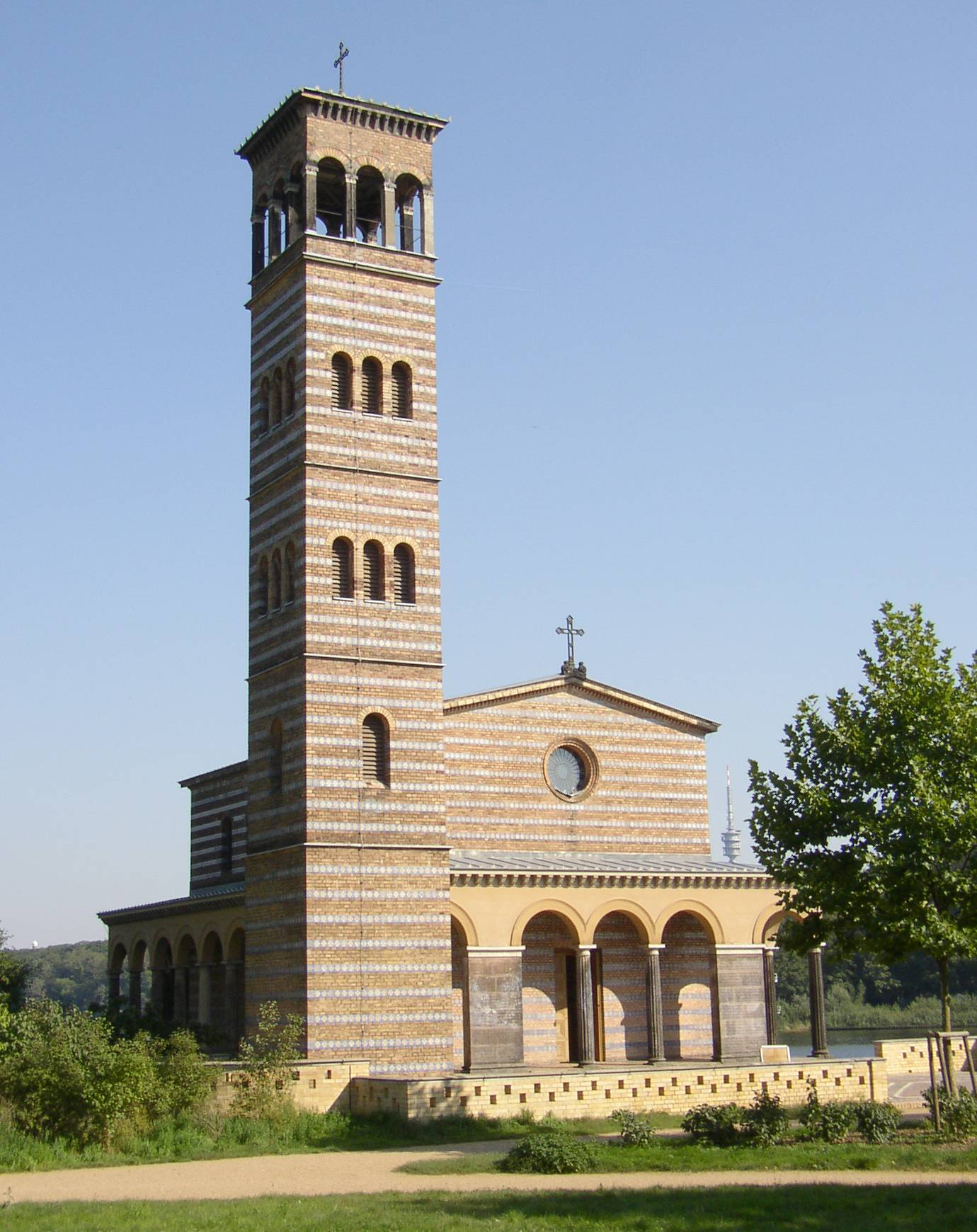
Kościół Zbawiciela w Poczdamie-Sacrow

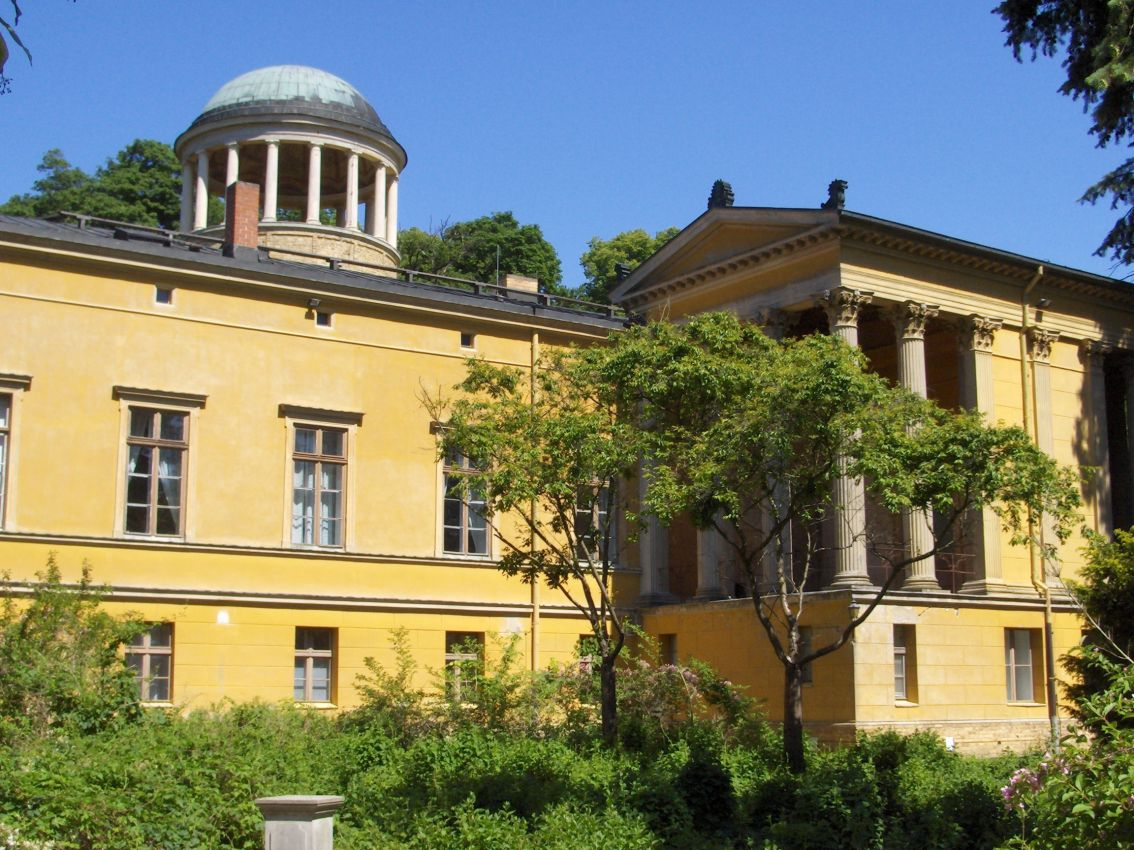
Pałac Lindstedt

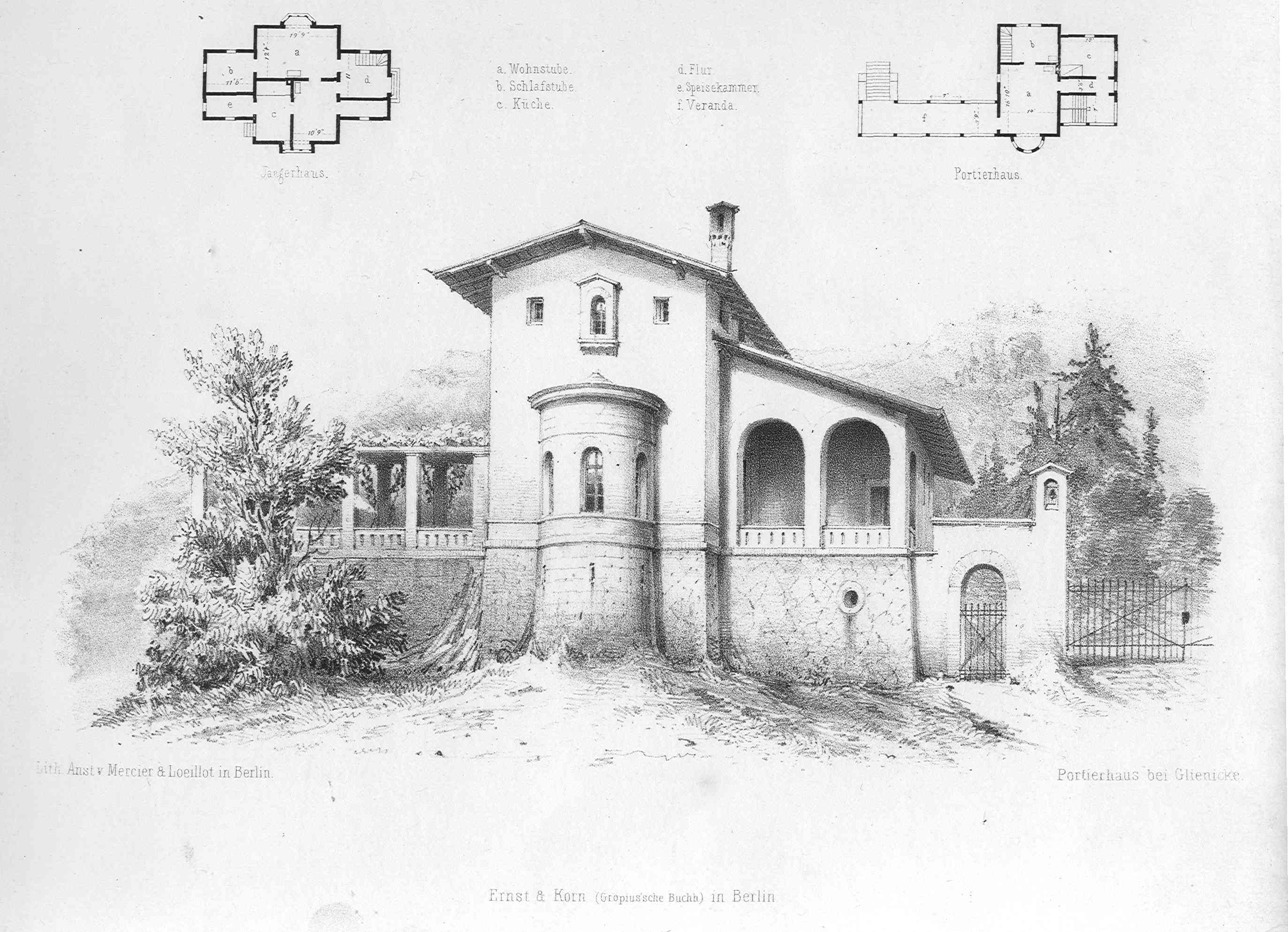
Projekt strażnicy przy pałacu Glienicke

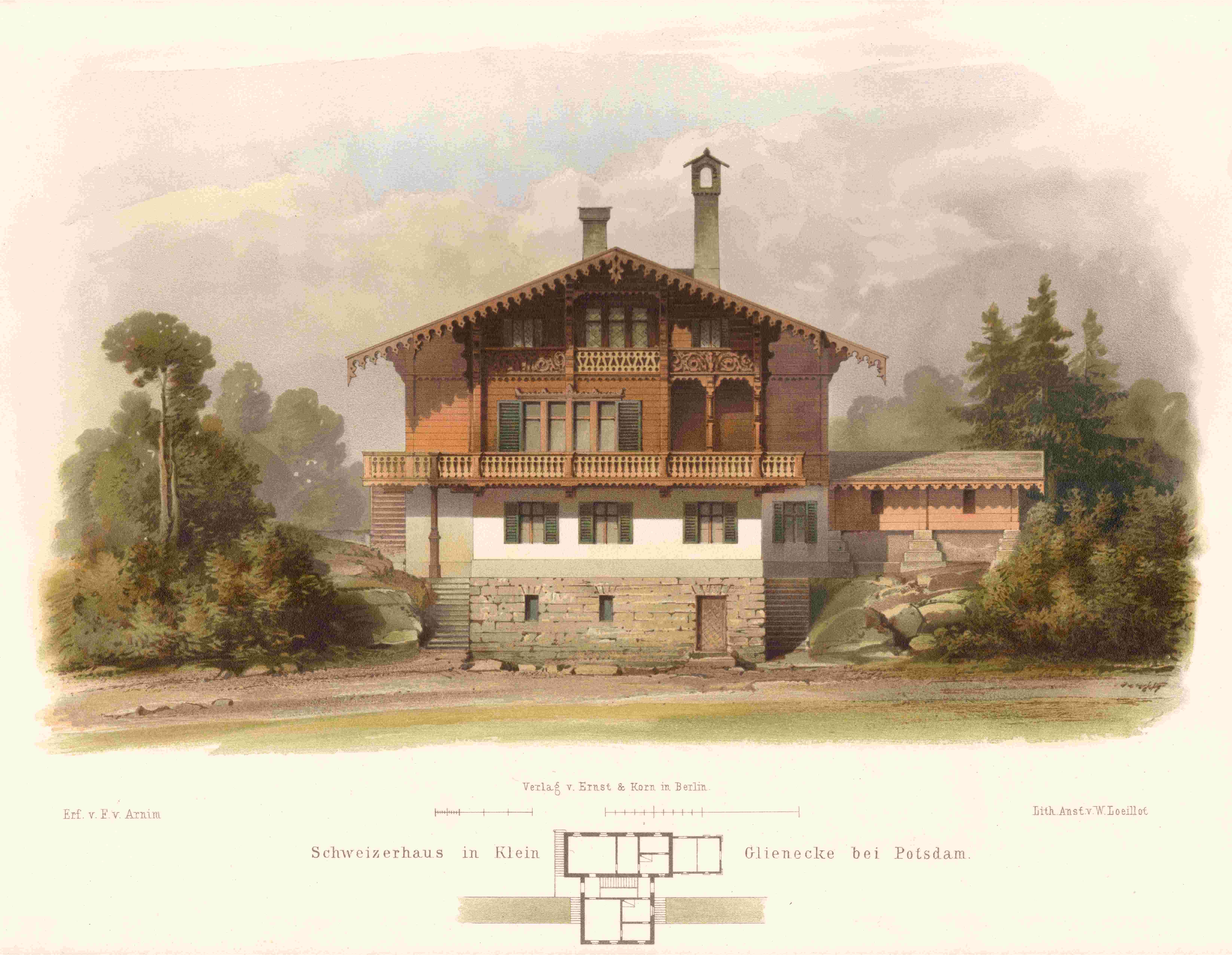
Projekt domu szwajcarskiego w Klein Glienicke

W latach 1833–38 odbył studia architektoniczne w Królewskiej Szkole Budowlanej (niem. Königlichen Bauschule) w Berlinie. W 1839 został członkiem berlińskiego Stowarzyszenia Architektów. Od 1840 nadzorował budowy Ludwiga Persiusa. W 1844 został inspektorem budowlanym, a w 1845 członkiem Komisji Budowy Pałaców (niem. Baumeister in der Schlossbaukommission). Pracował jako osobisty architekt księcia Karola Pruskiego.
Od 1846 rozpoczął pracę jako wykładowca Berlińskiej Akademii Budownictwa, a w 1857 otrzymał tytuł profesora. W latach 1855–63 pracował dla księcia Hermanna von Pückler-Muskau. W 1862 objął funkcję nadwornego radcy budowlanego (niem. Hofbaurat) w departamencie poczdamskim Komisji Budowy Pałaców u Ludwiga Ferdinanda Hessego (1795–1876).
Po śmierci w 1866 spoczął na cmentarzu w Bornstedt (niedaleko Ludwiga Persiusa,  w części rodziny ogrodników Sello).

## Prace
- współpracował z Ludwigem Persiusem przy budowie kościoła Zbawiciela w Poczdamie-Sacrow (1841–1844)
- budowa kościoła Pokoju w Poczdamie razem z Ludwigiem Ferdinandem Hessem na podstawie planów Ludwiga Persiusa i Friedricha Augusta Stülera (1845–1848)
- Wieża Normańska (niem. Normannischer Turm) na wzgórzu Ruinenberg w Poczdamie na podstawie planów Ludwiga Persiusa (1846)
- klasycystyczna willa rodziny von Haacke(inne języki) przy ulicy Jägerallee 1 w Poczdamie (1848)
- dziedziniec Klosterhof(inne języki) w Klein Glieniecke(inne języki), dzielnicy Poczdamu (1850)
- prace przy budowie pałacu Lindstedt (1858[potrzebny przypis])
- późnoklasycystyczna willa Arnima przy ulicy Weinbergstraße 20 w Poczdamie (1859/1860[potrzebny przypis])
- projekt willi Arndta przy ulicy Friedrich-Ebert-Straße(inne języki) 63 w Poczdamie zrealizowany przez Augusta Ernsta Petzholtza(inne języki) (1860–61)
- neogotycka przebudowa pałacu Nennhausen(inne języki) (w owym czasie w posiadaniu rodziny von Rochow(inne języki)) w Nennhausen koło Rathenow (1860)
- przebudowa pałacyku myśliwskiego w Glienicke (1860–61)
- dziesięć domów szwajcarskich przy ulicach: Wilhelm-Leuschner-Straße, Louis-Nathan-Allee i Waldmüllerstraße w Klein Glienicke(inne języki) (Babelsberg(inne języki), dzielnica willowa Poczdamu) (1863–67)[b]
- neogotycki kościół w Kröchlendorff(inne języki) (powiat Uckermark) (1864–68)